# L'Invité surprise
Pour plus de détails, voir Fiche technique et Distribution.
L'Invité surprise est un film français réalisé par Georges Lautner, et sorti en 1989

## Synopsis
Martin, jeune guide touristique, est entraîné, bien malgré lui, dans une affaire d'espionnage dans laquelle est impliqué l'État et la police… Ce film est un à la fois une leçon et une parabole sur les personnes où événements que les médias mettent sous le feux des projecteurs l'espace d'une journée et qui ensuite disparaissent totalement de la scène médiatique et des esprits. Finalement, Martin décidera de lui-même de se faire disparaître de la scène médiatique, dans une émission appelée elle-même L'invité surprise.

## Fiche technique
- Titre : L'Invité surprise
- Réalisation   : Georges Lautner, assisté de Dominique Brunner
- Scénario : Didier van Cauwelaert, Georges Lautner
- Dialogues : Didier van Cauwelaert
- Musique : Philippe Sarde
- Décors : Jacques Dugied
- Producteur : Alain Poiré
- Société de production : Gaumont
- Genre : action, comédie, policier
- Durée : 80 minutes
- Date de sortie : 
  - France : 23 août 1989

## Distribution
- Victor Lanoux : Charles Mazzena
- Éric Blanc : Martin Gaillard
- Jean Carmet : Le colonel
- Michel Galabru : Le commissaire Le Bourreux
- Jacques François : Le directeur de la PJ
- Renée Saint-Cyr : Léa
- Françoise Dorner : Julie
- Gérard Hernandez : Le directeur du casino
- Jean Rougerie : Robineau
- Florence Geanty : Domenica
- Agnès Blanchot : La blonde Georgette
- Franck de Lapersonne
- Patrick Olivier